# The House (restaurant)
The House is een restaurant gevestigd in het Cliff House Hotel in Ardmore, County Waterford, Ierland. Het is een kwaliteitsrestaurant dat in 2010 één Michelinster toegekend kreeg en deze tot heden behouden heeft.
Het Cliff House Hotel bestaat al vanaf circa 1932. In 2008 is het grotendeels herbouwd onder leiding van general-manager Adriaan Bartels. Bij de nieuwbouw is ook het nieuwe restaurant gerealiseerd.
De chef-kok van The House is Ian Doyle. Tot 2020 was het de Nederlander Martijn Kajuiter.

## Onderscheidingen en prijzen
Naast de Michelinster is The House ook onderscheiden met Georgina Campbell's "Nieuwkomer van het jaar 2009"-prijs.